# Congrégation du Bon Pasteur (ancienne)
Pour les articles homonymes, voir Congrégation du Bon Pasteur.
La congrégation des filles du Bon Pasteur, généralement connue simplement sous le nom de Filles du Bon Pasteur, était un ordre religieux catholique séculier de femmes, actif aux XVIIe et XVIIIe siècles, qui prenait en charge les filles repenties, c'est-à-dire souvent des prostituées.
Elle ne doit pas être confondue avec la congrégation de Notre-Dame de Charité du Bon Pasteur d'Angers, aussi appelée congrégation du Bon Pasteur, fondée par sainte Marie Euphrasie Pelletier en 1835, même si leurs missions présentent quelques similitudes.

## Histoire
On connaît plusieurs maisons fondées en France sous l'Ancien Régime à partir du milieu du XVIIe siècle. Elles s'inscrivent dans la politique d'enfermement des marginaux propre à cette époque.

### Maison de Paris

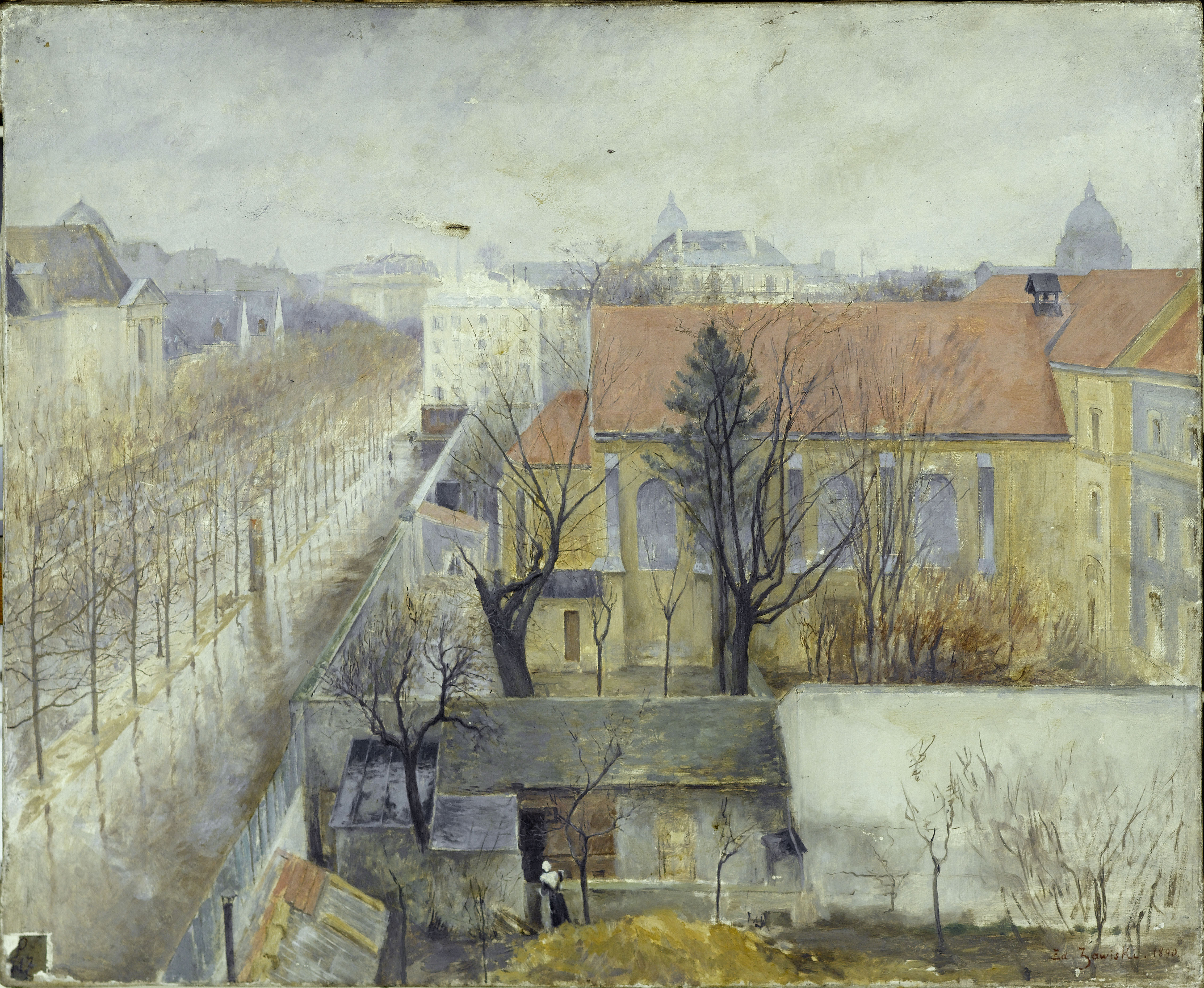
La Maison de refuge du Bon Pasteur, vue de la place Denfert-Rochereau (1890) par Édouard Zawiski, musée Carnavalet.

Elle doit son origine à Marie-Madeleine de Ciz, veuve d'Adrien de Combé, protestante convertie, qui recueillit chez elle des « filles repentantes ». Elle reçut en 1688 de Louis XIV une maison à Paris au no 38  rue du Cherche-Midi, confisquée au calviniste Léonard Laudouin, agrandie plus tard par l'adjonction d'une propriété mitoyenne, et 1 500 livres pour la réparer. Elle fut confirmée par lettres patentes en juin 1698.
La maison de Paris fut fermée sous la Révolution (1790). Les bâtiments servirent de magasin de vivres pour l'armée, puis de prison militaire. La fondation Maison des sciences de l'homme occupe aujourd'hui son emplacement.
La ville de Paris acheta en 1821 une maison de la rue d'Enfer pour en donner la jouissance au Bon Pasteur qui fut alors administré par les dames hospitalières de Saint-Thomas de Villeneuve. Après renommage de la rue d'Enfer, cette maison est située aux actuels nos 71-73 de l'Avenue Denfert-Rochereau dans le 14e arrondissement.

### Maison d'Aix
Trois habitants d'Aix, Jean-Nicolas de Mimata, chanoine de Saint-Sauveur, François de Beaumont, écuyer, et Michel Estienne, receveur du domaine, fondèrent rue du Puits-Chaud, à la persuasion du Père Isnard, jésuite, recteur du collège Royal-Bourbon, une maison des Filles Repenties ou des Filles du Bon Pasteur. Elle était aussi connue sous le nom de maison Sainte-Pélagie, sainte du Ve siècle qui avait fait pénitence après avoir vécu avec une troupe de comédiens, à Antioche. La fondation obtint des lettres patentes du roi en septembre 1674, enregistrées par le parlement d'Aix en février 1688.

### Maison de Dijon
La maison de Dijon fut fondée à la demande de Jean-François Joly, docteur en théologie, « vicaire perpétuel de Saint-Michel ». Il obtint le consentement de l'évêque de Langres le 15 septembre 1681, la chambre de ville approuva le 27 février 1682 et il obtint des lettres patentes du roi en 1687. C'est alors Bénigne Joly qui présida à son développement. Elle subsista jusqu'à la Révolution.

### Maison d'Avignon
Une maison du Bon Pasteur et des Recluses fut établie à Avignon par Jean de Madon, seigneur de Châteaublanc, en 1702. Elle fut reconnue par l'archevêque d'Avignon et le vice-légat. Lors de l'annexion du Comtat Venaissin par Louis XV, l'œuvre des Repenties lui fut unie (1770).

### Maison de Toulouse
La maison de Toulouse est établie en 1715 avec l'appui de l'archevêque, René François de Beauvau du Rivau. Les sœurs sont expulsées en 1791 de leur couvent de Saint-Cyprien, puis arrêtées avec leur aumônier le 10 septembre 1794. Malgré une tentative, elles ne réussiront pas à recréer leur établissement après la Révolution. Leur supérieure, Jeanne-Marie Desclaux, cofonde alors la Congrégation des religieuses de Notre-Dame de la Compassion auprès du vénérable chanoine Maurice Garrigou.

### Autres maisons
- Besançon : maison établie en 1744 par lettres patentes[13].
- Montpellier.
- Rennes : maison installée rue de Belair dans un couvent bâti en 1750. Il fut converti en prison pour femmes durant la Terreur, puis en caserne[14].